# Ruqaiya Sultan Begum
Ruqaiya Sultana Begum (en persa: رقیه سلطان بیگم‎) 
(1542 - 19 de enero de 1626) fue  una emperatriz consorte del Imperio mogol, como primera esposa del emperador Akbar. Ella ostentó el título de emperatriz durante más de 49 años.
Ruqaiya nació con el título de princesa de los mogoles (Shahzadj) y era hija del príncipe Hindal Mirza, tío paterno del emperador Akbar. También era nieta del emperador Babur, fundador del Imperio  y primer emperador mogol, así como sobrina del segundo emperador, Humayun.
Ruqaiya, junto con Salima Sultana Begum y otras princesas reales de alto rango, jugaron un papel crucial en la negociación de un acuerdo entre su marido y su hijastro, Jahangir, cuando la relación padre-hijo se había agriado a principios de 1600, ayudando también al ascenso de Jahangir al trono mogol.

## Familia

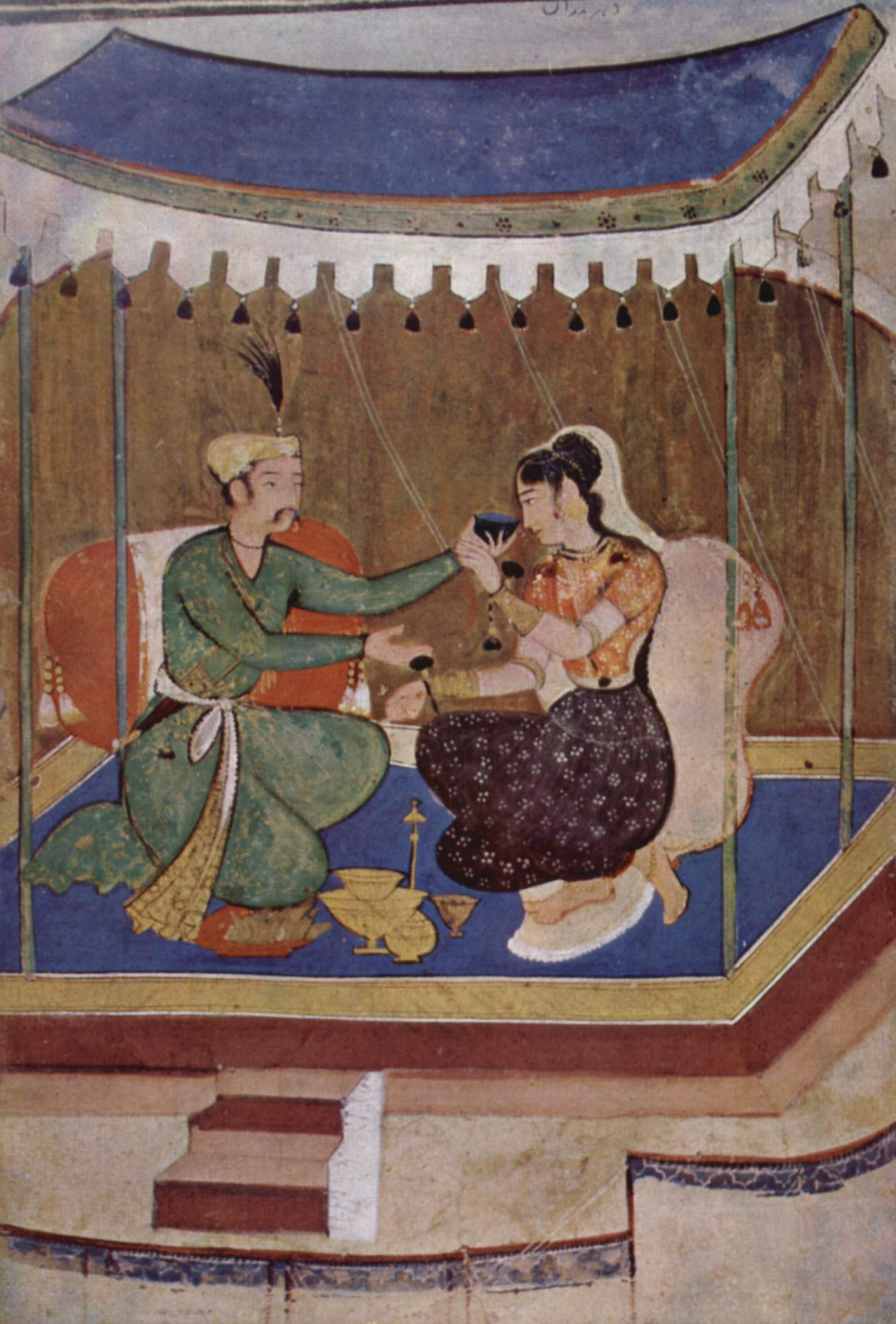
Akbar Y Ruqaiya Sultan Begum.

La princesa Ruqaiya Sultan Begum nació en el seno de la dinastía Timur, siendo la única hija del príncipe Hindal Mirza y nieta del emperador Babur. Su tío materno fue Mahdi Khwaja, cuñado del emperador Babur, siendo el marido de su hermana, Khanzada Begum. Su tío paterno fue el emperador Humayun, quien más tarde se convertiría en su suegro, mientras que su tía paterna era la notable Gulbadan Begum, autora de Humayun Nama (El Libro de Humayun). 
Al ser nieta del emperador Babur y de una princesa timúrida, Ruqaiya, así como su esposo Akbar, descendían de la aristocracia asiática central más alta: de Timur el Grande, a través de su hijo Miran Shah, y de Genghis Khan, a través de su hijo Chagatai Khan.
Ruqaiya recibió una educación muy esmerada en comparación con la de las princesas de su época. Hablaba diversas lenguas, entre ellas: el Chagatai, persa, árabe y urdú.

## Matrimonio

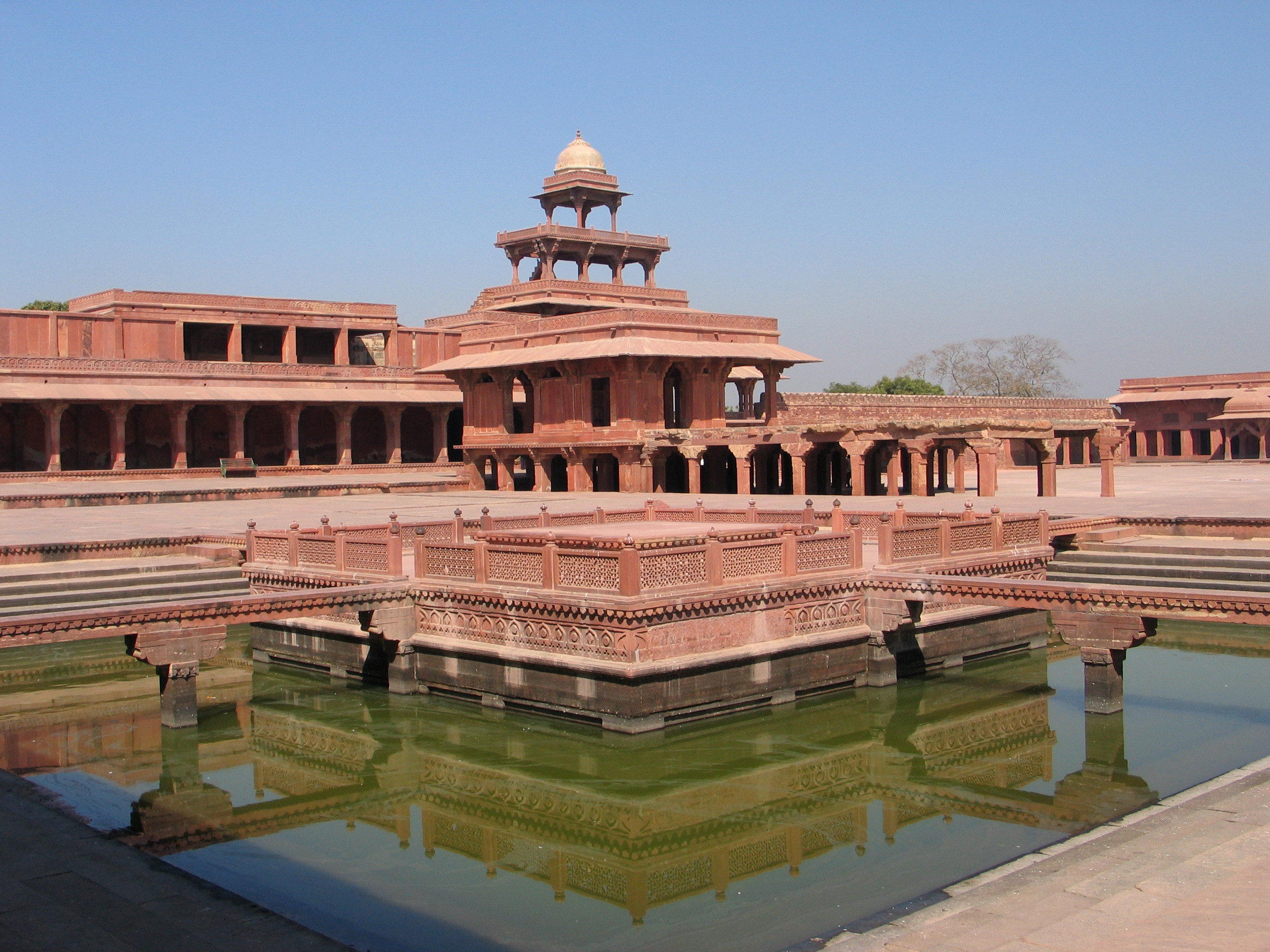
Hujra-Yo-Anup Talao, un pabellón de placer sujeto a un pond, fue usado para las ceremonias religiosas

A la edad de 9 años, Ruqaiya se casó con su primo, Akbar, en noviembre de 1551 en Kabul, Afganistán, poco después de su nombramiento como virrey en la provincia de Ghazni.  El matrimonio fue concertado por su tío y padre de Akbar, el emperador Humayun, y tuvo lugar poco después de la muerte del padre de Ruqaiya, Hindal Mirza, quien falleció durante el transcurso de una batalla.
Ruqaiya se convirtió en emperatriz del Imperio mogol a la edad de 14 años, después del ascenso de su esposo al trono en el año 1556.
A lo largo de sus 53 años de matrimonio, Ruqaiya no tuvo hijos, pero se le otorgó la responsabilidad primordial de la crianza de su nieto, el príncipe Khurram (el futuro emperador Shah Jahangir).
Justo antes del nacimiento de Jahangir, un adivino había predicho, según informó la propia princesa, que el niño aún nonato estaba destinado a elevar la grandeza del Imperio. Así que, cuando sah jahan nació, sólo seis días después de nacer, Akbar ordenó que el príncipe fuera apartado de los brazos de su madre y se entregase a Ruqaiya, para que pudiera crecer bajo su cuidado y, así, cumplir el deseo de su esposa: criar a un emperador mogol. Jahangir se quedó bajo su cuidado hasta que cumplió los 13 años. Una vez cumplida esa edad, al joven príncipe se le permitió regresar a la casa de su madre, para estar más cerca de su madre biológica. Ruqaiya supervisó personalmente la educación de Jahangir, de forma que éste recibió una mejor educación que su marido Jahangir. Jahangir llegó a señalar que Rugaiya lo había amado «mil veces más que si hubiera sido su propio hijo».
En el año 1607, Ruqaiya visitó, por primera vez, el mausoleo de su padre, aprovechando que tanto el harén real como Jahangir habían ido de cacería a Kabul Sher Afghan Quli Khan, el jagirdar de Burdwan falleció, y su viuda, Mehrunissa (futura emperatriz Nur Jahan) fue convocada a Agra por Jahangir para trabajar como dama de honor de la emperatriz Ruqaiya.
Nur Jehan y su hija, Ladli Begum, sirvieron como damas de honor de la emperatriz durante 4 años, intentando complacer a su señora imperial. La relación que se estableció entre la emperatriz y Nur Jehan fue extremadamente cariñosa, y se mantuvo así hasta la muerte de Rugaiya en el año 1626. El comerciante neerlandés Pieter van den Broecke dijo: «Esta Begum concibió un gran afecto por Mehr-un-Nissa; ella la amaba más que a otros y siempre la mantuvo a su lado».

## Muerte

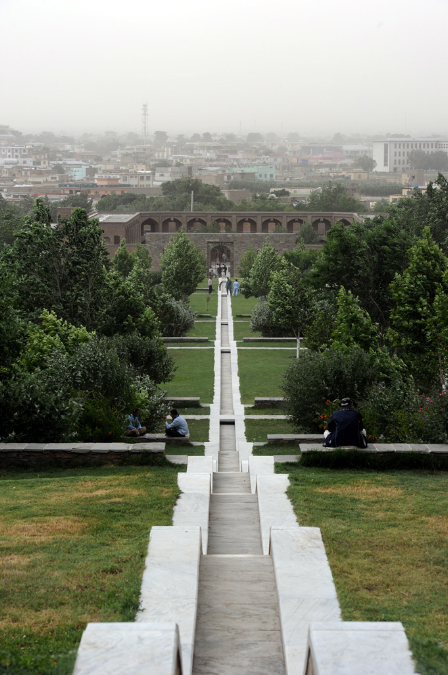
Jardines de Babur en Kabul, Afganistán

Rugaiya falleció en el año 1626, a la edad de 84 años, habiendo sobrevivido a su marido 20 años. Se encuentra sepultada en el decimoquinto nivel de los Jardines de Babur, en Kabul, donde también se encuentran sepultados su abuelo, el emperador Babur, y su padre. Su tumba fue construida por su nieto, el emperador Jahangir.

## En la cultura popular
- la emperatriz Ruqaiya es el personaje principal de la novela histórica, La Vigésima Mujer (2002), galardonada con el premio Indu Sundaresan, así como en su secuela, El Festín de Rosas (2003).[18]
- Ruqaiya es el personaje principal de la serie histórica Jodha Akbar, de Ekta Kapoor. El personaje es interpretado por Lavina Tandon.[19]